# Acacia solandri
Acacia solandri é uma espécie de leguminosa do gênero Acacia, pertencente à família Fabaceae.